# Boris Zhukov
Pour les articles homonymes, voir James Harrell et Harrell.
Boris Zhukov  (né James Kirk Harrell le 13 décembre 1959 à Roanoke, Virginie) est un catcheur (lutteur professionnel) américain.

## Jeunesse
Harrell est un fan de catch et va fréquemment regarder les spectacles de la Mid-Atlantic Championship Wrestling (en) quand ils sont à la Starland Arena à Roanoke. Au lycée, il fait partie de l'équipe de football américain et décide après son diplôme de fin d'études secondaire de devenir catcheur.

## Carrière de catcheur
Harrell s'entraîne auprès de Ric McCord et fait ses premiers combats sous le nom de Jim Nelson en 1978,. Il devient célèbre à la Mid-Atlantic Championship Wrestling (en) en s'alliant avec Sgt. Slaughter et Don Kernodle. Avec Kernodle il devient champion par équipe de la Mid-Atlanticà deux reprises : d'abord en mai 1982 et perdent le titre en cours d'année puis du 17 juin au 22 août de cette même année.

## Palmarès
- American Wrestling Association (AWA)
  - 1 fois champion du monde par équipe de l'AWA avec Soldat Ustinov[6]
- Mapple Leaf Wrestling
  - 2 fois champion Télévision du Canada de la National Wrestling Alliance (sous le nom de Jim Nelson)[7]
- Mid-Atlantic Championship Wrestling (en)
  - 2 fois champion par équipe de la Mid-Atlantic avec Don Kernodle (sous le nom de Jim Nelson)[5]
- Southeastern Championship Wrestling
  - 1 fois champion poids-lourds de l'Alabama de la National Wrestling Alliance[8]

## Récompenses des magazines
- Pro Wrestling Illustrated

| Année | 1991 | 1992 |
| ----- | ---- | ---- |
| Rang  | 360  | 387  |

- Wrestling Observer Newsletter
  - Pire rivalité de l'année 1985 contre Sgt. Slaughter[10]
  - Pire équipe de l'année 1988 avec Nikolai Volkoff[11]